# Mejisti
Mejisti (gr. Μεγίστη, Megísti, tur. Meis) lub Kastelorizo (gr. Καστελλόριζο, Kastellórizo, wł. Castelrosso) – najdalej na wschód zamieszkana wyspa Grecji na Morzu Śródziemnym, 3 km od południowych wybrzeży Turcji.
Leży w administracji zdecentralizowanej Wyspy Egejskie, w regionie Wyspy Egejskie Południowe, w jednostce regionalnej Rodos, w gminie Mejisti. W 2011 roku liczyła 492 mieszkańców.
W swojej historii wyspa miała wiele nazw, takich jak Kastelorizo (grecki), Castellorizo (grecka nazwa z włoską wymową), Castellorosso (włoski), Chateau Rouge (francuskie tłumaczenie włoskiej nazwy) i Meis, Kızılhisar (turecki). Tłumaczenie oficjalnej aktualnej nazwy Megísti (Μεγίστη) to: „największa”. Wyspa ma 11,987 km² powierzchni, jest najmniejsza w archipelagu Dodekanezu; nazwa jednakże odnosi się do faktu, że wyspa jest największa w grupie małych wysepek.

## Pochodzenie nazwy
Istnieje kilka hipotez co do pochodzenia nazwy wyspy. Nazwa Kastelorizo albo Kastellorizon pochodzi z czasów Cesarstwa Bizantyńskiego. Uznano, że słowo „Kastelo” pochodzi z łacińskiego słowa castello, które oznacza „zamek”, jako że (w greckiej formie) było często używane przez Greków z Cesarstwa Bizantyńskiego. Jest także uzasadnienie drugiej części nazwy. Argumenty skupiają się na poniższych możliwych pochodzeniach słowa ‘rizo’:
1. ‘rizo’, wywodzące się z włoskiego słowa „rosso”, które oznacza „czerwony”; albo od czerwonego koloru skał na wyspie, albo od czerwonego koloru zamku podczas zachodu słońca, lub też od koloru herbu wielkiego mistrza Zakonu Szpitalników, Juana Fernandez de Heredia, który stał nad bramą zamku; te argumenty są często odrzucane, dlatego że skały na wyspie nie zawierają czerwonego pigmentu, a nazwa Kastelorizo powstała przed przyjściem rycerzy[2];
2. ‘rizo’, które jest deformacją słowa „Rhoge”; to jedno ze starożytnych określeń pobliskiej wyspy Ro; jeśli to prawda, teraźniejsza nazwa wyspy to połączenie nazw dwóch różnych wysp: ‘Castello’ i ‘Rhoge’;
3. ‘rizo’, które jest także słowem greckim ‘rizon’ zachowanym przez stulecia, które oznacza „korzeń”, zbadane przez greckiego historyka I.M. Hatzifotisa (1996), co podkreśla korzenie drzewa u podnóża miejsca, gdzie zamek został zbudowany.

## Geografia
Kastelorizo jest (z wyjątkiem pobliskiej wyspy Strongili) wysuniętą najdalej na wschód wyspą grecką i leży we wschodniej części Morza Śródziemnego. Znajduje się około 3 km od anatolijskiego miasta Kaş, mniej więcej w połowie drogi pomiędzy Rodos a Antalya. Jest długa na 6 kilometrów i szeroka na 3 kilometry, a jej powierzchnia wynosi 9,2 km². Ma kształt trójkątny, jest skierowana z północnego wschodu na południowy zachód. Wyspa ma trzy przylądki: Ajos Stefanos (północ), Nifti (wschód) i Punenti (południowy zachód); pomiędzy dwoma pierwszymi znajduje się szeroka zatoka, będąca głównym portem wyspy, gdzie znajduje się jedyne miasto na wyspie. Przylądek Ajos Stefanos, położony najbliżej Anatolii, leży 2250 m na południe od nowoczesnego tureckiego miasta Kaş (Andífli(gr.)). Przylądek Nifti leży dalej od anatolijskiego wybrzeża. Wyspa jest górzysta, z wysokimi i stromymi liniami brzegowymi, które stają się trudniej dostępne w kierunku zachodnim. Gleba jest wapienna i rośnie na niej mała ilość oliwek, winogron i fasoli. Na wyspie nie ma źródła pitnej wody. Gmina Mejisti zawiera zamieszkane przybrzeżne wyspy Ro i Strongili, a także kilka niezamieszkanych wysp.

### Geologia
Wyspa zbudowana jest głównie z wapienia pochodzącego z mezozoiku/kenozoiku. Z powodu braku flory pokrywającej wyspę, krajobraz wykazuje wiele oznak krasowienia. Znajduje się tu wiele znanych jaskiń morskich, włączając w to tzw. niebieską jaskinię, która jest dużo większa niż jej imiennik w Capri. Badania podjęte w 2006 przez członków SELAS Caving Club of Greece ujawniły pionowe jaskinie w różnych częściach wyspy. Najgłębsza odkryta do tej pory została zmierzona na głębokości 60 metrów w marcu 2006 i będzie przedmiotem eksploracji przez ten sam zespół.

## Opis wyspy

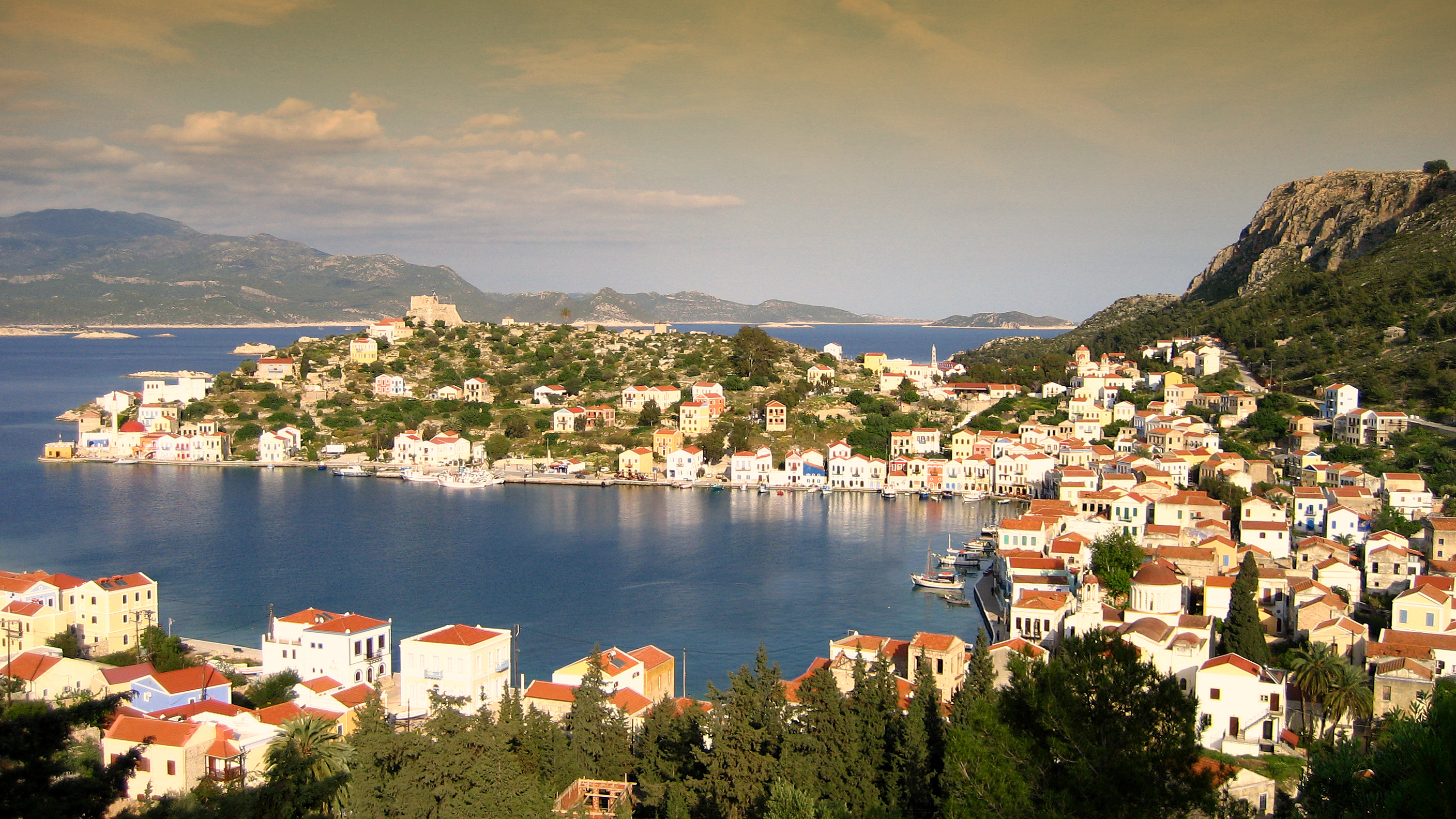
Miejscowość Kastellorizo

Domy w mieście są smukłe, charakteryzują się drewnianymi balkonami i oknami w anatolijskim typie. Poza wybrzeżem wiele domów jest w zrujnowanym stanie. Przy wejściu do portu, po wschodniej stronie, znajdują się pojedyncze pozostałości historyczne, wybudowane w 1926 roku przez włoskiego architekta Florestano Di Fausto, który zaprojektował również niektóre z najważniejszych budynków w Rodos. W pobliżu portu znajduje się dawny osmański meczet, którego pochodzenie datuje się na drugą połowę XVIII wieku, odnowiony i ponownie otwarty jako muzeum (2007). Znajduje się tam również molo, które biegnie wzdłuż wszystkich 3 stron przystani. Plac główny (Plateia Ethelondon Kastellórizou) leży w środkowym punkcie wschodniej strony, blisko doków. Po przeciwnej stronie portu można zobaczyć Pera Meria, zachodnie molo oraz klasztory Profitis Elías i Aghia Triadha, które były bazą wojskową.
Nad nabrzeżem po wschodniej stronie znajduje się ścieżka, która prowadzi do Zamku Rycerzy z XIV wieku. Do dzisiaj przetrwały ściany zewnętrzne, część kwadratowej wieży, ruiny dwóch okrągłych wież: jedna we wschodnim rogu i druga od strony morza. Napis dorycki, wykuty w skale, świadczy o istnieniu w starożytności wcześniejszej twierdzy w tym miejscu.
We wschodniej części miasta jest przedmieście Horafia, na którym znajduje się kościół Agios Yeorgios (1906) z dużą kopułą typu bizantyjskiego oraz katedra Agios Konstandinos and Eleni (1835), która ma 3 nawy podzielone przez kolumny z monolitycznego granitu ze świątyni Apolla w Patara (Anatolia). Kolumny mają ostrołukowe wnęki. Dalej na wschód położona jest mała zatoka znana jako Mandraki.
Na zachód od miasta, za wierzchołkiem wyspy zwanym Vigla (270 m), stoi Paleokastro (stary zamek), starożytny Akropol tej wyspy. To obronne wzniesienie ma klasyczne wymiary: jego powierzchnia jest prostokątna i wynosi 60 × 80 m. We wnętrzu stoi starożytna wieża, zbudowana z sześciennych bloków wykonanych z wapienia, oraz duże zbiorniki na wodę. U podłoża zamku znajduje się wyryty napis dorycki, pochodzący z IV–III wieku przed naszą erą, z odniesieniem do Megiste (starożytna nazwa Kastellorizo) i swojej zależności od Rodos. We wschodniej części leżą szczątki bramy lub propyleje.

## Transport
Wyspa jest połączona z Rodos przez prom i lotnisko. Kastellorizo ma 4 rejsy do Kaş i Turcji. Istnieje tam również turecka firma Altug Meis Lines przewożąca ludzi.

## Archipelag pomiędzy Turcją a Kastelorizo
Na tym terenie, wśród dużej ilości kamieni i klifów, znajduje się wiele małych wysp: Volos koło Kalkan (po grecku Kalamaki), Ochendra, Furnachia, Prassonisi, Ro, Tragonera, Marathi, Strongili, Dhassia, Alimentaria oraz Kekova. Najważniejszą z tych wysp jest niezamieszkana Kekova (zwana także Caravola), której powierzchnia wynosi 4,5 km². Wyspy wyżej wymienione były przedmiotem konfliktu między Włochami i Turcją. W 1932 według postanowień kongresu, w którym wzięły udział będące w sporze państwa, wszystkie wyspy z wyjątkiem Ro i Strongili (Mejisti) zostały nadane Turcji.

## Historia
Wyspa została skolonizowana przez Dorów, którzy nazwali ją Megiste. Napisy znalezione u podnóża zamku rycerzy potwierdziły, że podczas epoki hellenistycznej wyspa podlegała Rodos; jego mieszkańcy wysłali nadzorcę albo epistatis, który miał obserwować wydarzenia na wyspie.

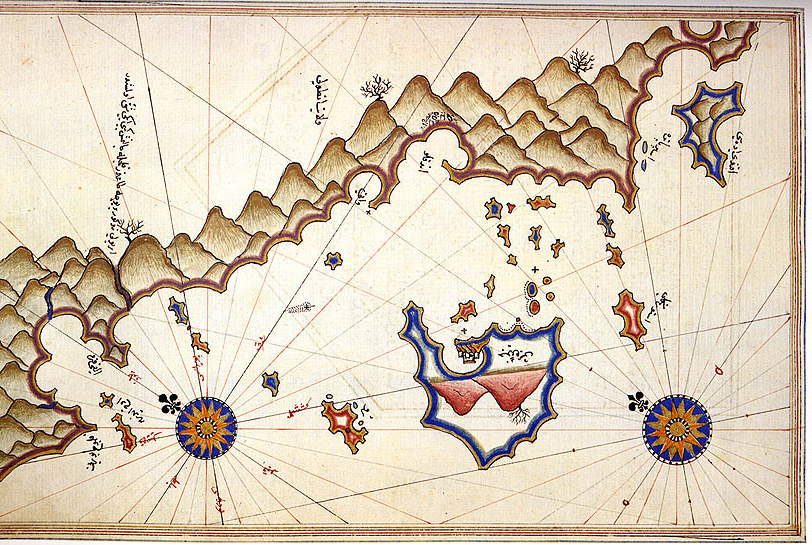
Mapa historyczna Kastelorizo Piri Reis’a

Podczas okresu panowania Cesarstwa Bizantyjskiego, Kastelorizo było częścią ‘eparchii wyspy’, której stolicą było Rodos. W 1306 roku wyspa została przejęta przez Zakon Szpitalników z Jerozolimy, dowodzony przez Folquesa de Villaret. Byli oni w drodze z Cypru do Ziemi Świętej gdy dotarli do Rodos, który został podbity 3 lata później, stając się centrum ich państwa krzyżowego. Odbudowali zamek, który był potem używany jako więzienie dla nieposłusznych rycerzy. W 1440 r. wyspa pozostawała we władzy sułtana Egiptu, Al-Aziza Jusufa, który zniszczył zamek. 10 lat później Rodos zostało podbite przez Alfonsa V Aragońskiego, króla Neapolu, który w 1461 odbudował zamek i wysłał gubernatora. Neapol odzyskał posiadanie go do 1512 roku, kiedy to Rodos zostało podbite przez sułtana Sulejmana Wspaniałego.
22 września 1659 r., podczas oblężenia Kandii, wyspa została zdobyta przez Wenecję i zamek ponownie został zniszczony. Pomiędzy 1828 a 1833 rokiem Kastelorizo dołączyło do greckich powstańców, ale po zakończeniu wojny o niepodległość Grecji wróciło pod panowanie Imperium Osmańskiego.
W 1912 roku, podczas wojny włosko-tureckiej pomiędzy Włochami a Imperium Osmańskim, mieszkańcy poprosili generała Ameglio, dowódcę włoskich wojsk okupacyjnych na Rodos, o aneksję wyspy do Włoch. Odmówiono im i 14 marca 1913 r. lokalna ludność uwięziła tureckiego gubernatora oraz jego osmański garnizon i wybrała tymczasowe władze. W sierpniu tego samego roku rząd grecki wysłał z Samos tymczasowego gubernatora wspieranego przez żandarmów. Również oni zostali wygnani przez mieszkańców 20 października 1915. 28 grudnia 1915 francuska flota wojenna, dowodzona przez krążownik „Jeanne d’Arc”, okupowała wyspę z inicjatywy profrancuskiej partii lokalnej, która bała się represji tureckich. Francuzi szybko zablokowali inną próbę lądowania w tym samym dniu przez grecki kontyngent Ewzoni. Tureckie baterie nabrzeżne odpowiedziały Francji poprzez ostrzał wyspy, a w 1917 zatopiły brytyjski tender wodnosamolotów HMS „Ben-my-Chree”. Poprzez traktat w Sèvres wyspa została ostatecznie przypisana do Włoch; włoska flota wojenna przyjęła ją od Francji 1 marca 1921 roku. Kastelórizo – pod włoską nazwą Castelrosso, następnie zintegrowane w posiadaniu Isole Italiane dell’Egeo.
Konwencja między Włochami a Turcją w 1932 roku określiła granicę morską pomiędzy dwiema stronami, przydzielając wszystkie wyspy małego archipelagu wokół Kastelorizo z wyjątkiem Ro i Strongili do Turcji. Podczas drugiej wojny światowej, 25 lutego 1941, brytyjscy żołnierze okupowali wyspę, ale włoskie oddziały z Rodos zdobyły ją ponownie kilka dni później. Gdy Włochy skapitulowały na rzecz aliantów (8 września 1943), wyspa znowu była zajęta przez siły alianckie, co nie uległo zmianie już przez resztę wojny. W lipcu 1944 zapas paliwa zapalił się rozprzestrzeniając pożar na sąsiedni skład amunicji, niszcząc w ten sposób połowę domów na wyspie.
Kastelorizo zostało przypisane Grecji w pokoju paryskim. W maju 1945 była ciągle pod rządami brytyjskimi, ale 15 września 1947 przeszła na grecką administrację. Formalnie została połączona z Grecją 7 marca 1948 razem z innymi wyspami archipelagu Dodekanez.
Wyspa stała się bardziej popularna w ostatnich latach, głównie dzięki turystom szukającym cichego miejsca na Dodekanezie, a także przez nakręcony tam film Mediterraneo, który zdobył Oskara w 1991 roku. Kastelorizo było jedynym terytorium Unii Europejskiej, gdzie zaćmienie słońca dnia 29 marca 2006 było w pełni widoczne.

## Demografia i ekonomia
Populacja i ekonomia w Kastelorizo osiągnęły apogeum pod koniec XIX wieku, mając około 10 000 mieszkańców. Wyspa w tym czasie miała ciągle jedyną bezpieczną przystań na trasie pomiędzy Makri (dzisiaj Fethiye) i Bejrutem. Statki Kastelorizo handlowały produktami z Anatolii (węgiel, drewno, kora sosny) w zamian za egipskie dobra (ryż, cukier, kawa, tkanina i włókno) i przewoziły anatolijskie zboże na Rodos i Cypr. Na wyspie istniała również dobrze prosperująca kopalnia węgla drzewnego (który był używany w sziszach), który był ceniony w Aleksandrii. Przemysł rybny (głównie gąbki) także odgrywał ważną rolę.
Na początku XX wieku sytuacja gospodarcza na wyspie zaczęła się stabilizować między innymi z powodu deportacji anatolijskich Greków w 1923. W późnych latach 20. XX wieku populacja wyspy zmalała do 3000, a około 8000 obywateli mieszkało za granicą, głównie w Australii, Egipcie, Grecji i Stanach Zjednoczonych. W tym czasie miasto miało 730 zamieszkanych domów, 675 było już opuszczonych i wiele było zburzonych.
Populacja, według spisu ludności w 2001, wynosi 430. Spośród nich większość zamieszkuje miasto Mejisti (406 osób). Gmina obejmuje także wyspy Ro z 15 osobami i Strongili z 9 osobami. Wielu emigrantów mieszka w Australii (znani są jako „Kazzies”), głównie w miastach Perth i Sydney.

## Kultura
Kastelorizo było znane z tradycji swoich mieszkańców. Wyróżnia się co najmniej 3 różne rodzaje sukni kobiecych, wszystkie bogate. Zrobione z kolorowej tkaniny, z kilkoma naszyjnikami, broszkami, wisiorkami i kolczykami, które wykonane były ze starożytnych weneckich albo bizantyjskich złotych monet i wieńczyły suknie.
Uroczysty strój kobiecy składał się z:
- jednej lub więcej długich jedwabnych peleryn (ipokámiso); zewnętrzna była zapięta na 6 dużych filigranowych złotych lub srebrnych guzików, które miały kształt półkuli z wgłębieniem w środku; do najniżej położonego guzika przypięty był mały łańcuszek z krzyżem[4]
- pary krótkich spodni (katofóri) uszytych z dobrej jakości materiału, których dolna część była przeszyta złotą nicią[4]
- marynarki (zepuni) uszytej z kolorowego jedwabiu lub aksamitu, otwartej z przodu[4]
- długiej halki (kavadi) splecionej złotą nicią
- dużego szala (zosma) zrobionego z trzech lub czterech jedwabnych pasów, które przeszyte były złotą lub srebrną nicią; związany był bardzo nisko na bokach, przypominając luźny pas[4]
- dużego aksamitnego płaszcza (gunna), który udekorowany był złotymi i srebrnymi koronkami na brzegu i plecach, z futrzanymi klapami; zawsze rozpięty[4]
- wełnianej czapki[4]
- czworokątnego pomarszczonego jedwabnego szala (mandili), który udekorowany był kwiatami i obszyty frędzlami; w kolorze białym, czerwonym i ciemnoniebieskim; składany na ukos, przymocowany do czapki; najdłuższy narożnik był opuszczony na plecach prawie do ziemi, a brzegi złożone z przodu lub położone na ramionach[4]
- skarpet utkanych z różnokolorowej wełny albo jedwabiu[4]
- butów zrobionych z jedwabiu lub aksamitu; splecione były złotą lub srebrną nicią i krótsze niż stopa[4]

Inne rodzaje sukni były podobne, ale mniej jaskrawe i bez ozdób z futra. Suknia dziewczyn była prostsza, także inne były suknie dziewczyn wolnych, zamężnych i wdów.

### Obyczaje i przesądy
Zaręczyny, które były ustalane przez rodziców, i wesele, które trwało 15 dni, odbywały się w ustalony dla uroczystości symboliczny i poetycki sposób. Ślub odbywał się w niedzielę w kościele Ajos Kostandinos, a ogłoszenie na głównym placu zapraszało do udziału w nim całe miasto. Chrzest i pogrzeb (z płaczącą kobietą (preficae) i naczyniem z oliwą i winem rozbijaną o trumnę) również miały ugruntowane tradycje.
31 grudnia i w Nowy Rok grupy dzieci noszące małe papierowe łódki, które ozdobione były wstążkami i flagami, chodziły po domach, sklepach i kawiarniach śpiewając pieśni, w zamian otrzymując monety i ciasta pszenne. W tym samym czasie starsi ludzie odwiedzali siebie nawzajem. O poranku w dniu Bazyla Wielkiego, podczas powrotu z Boskiej Liturgii, mężczyźni zwyczajowo rzucali owocami granatowca o ściany swego domu, życząc dostatku i szczęścia dla swojej rodziny. Im więcej nasion rozrzuconych po pokojach, tym więcej szczęścia miała mieć rodzina w nadchodzącym roku.
Podczas uczty św. Eliasza, 16 lutego, mężczyźni skakali wielokrotnie do morza, po czym nosili mokre ubrania cały dzień. Ci, którzy nie chcieli uczestniczyć, byli do tego zmuszani.
W Wielkanoc Liturgia Zmartwychwstania odbywała się na otwartym terenie o północy, podczas niej wierzący nosili świece. Gdy dzwon zaczął dzwonić, młodzi wypuszczali petardy, a ludzie wymawiali rytualne słowa: „Jezus zmartwychwstał”. Wtedy każdy wchodził do kościoła i brał z rąk księdza święty ogień, po czym szedł do domu i rozpalał ogień w kominku. W Poniedziałek Wielkanocny wszyscy gromadzili się na głównym placu i zostawali tam cały dzień jedząc, pijąc i śpiewając. Niezamężne dziewczyny musiały zostać w domu, ale pozwalano im na stanie przy wejściu, gdzie śpiewały i tańczyły.
1 maja o świcie wszystkie dziewczyny na wyspie, połączone w grupy, niosąc słoje szły po wodę poza miasto; podczas trasy miały zakaz rozmawiania. Woda ta (Amilito Neró, „woda ciszy”) miała przynosić szczęście rodzinie. Każdy w tym dniu się w niej mył, a wszystkie przyrządy i ściany w domu były nią oblewane. Kiedy dziewczyna się zaręczyła, wypełniała kryształowy dekanter tą wodą i przynosiła do przyszłej teściowej, otrzymując w zamian specjalne ciasto i nieparzystą liczbę złotych monet.
Kiedy dziecko było bardzo chore, kobieta znająca modlitwy przeciwko ‘złemu oku’ była zapraszana do domu chorej osoby. Rysowała znaki krzyża na ciele dziecka kadzielnicą wypełnioną żarem i gałązkami oliwnymi, które były zebrane w kościele podczas Niedzieli Palmowej, wymawiając słowa: „Jezus przyszedł: potem położył swój kij i wypędził węża i złego bliźniego z naszego domu”. Po tym egzorcyzmie czarownica rzucała zawartość kadzielnicy do wiadra z wodą i liczyła części drzewa, które się nie spaliły. Ta liczba miała oznaczać liczbę osób, które będą mieć chore dziecko. Przepowiednia była pewna, gdy liście oliwy paliły się z głośnym trzaskiem.
Kiedy mężczyzna emigrował, koledzy śpiewali mu delikatne i pobożne pieśni.

## Miasta partnerskie
- Perth, Australia
- Antalya, Turcja